# Liste der Kulturgüter in Wuppenau
Die Liste der Kulturgüter in Wuppenau enthält alle Objekte in der Gemeinde Wuppenau im Kanton Thurgau, die gemäss der Haager Konvention zum Schutz von Kulturgut bei bewaffneten Konflikten, dem Bundesgesetz vom 20. Juni 2014 über den Schutz der Kulturgüter bei bewaffneten Konflikten sowie der Verordnung vom 29. Oktober 2014 über den Schutz der Kulturgüter bei bewaffneten Konflikten unter Schutz stehen.
Objekte der Kategorie A sind im Gemeindegebiet nicht ausgewiesen, Objekte der Kategorie B sind vollständig in der Liste enthalten, Objekte der Kategorie C fehlen zurzeit (Stand: 1. Januar 2023).

## Kulturgüter
| Foto |                                                                                   | Objekt                                                 | Kat. | Typ | Standort                       | Beschreibung |
| ---- | --------------------------------------------------------------------------------- | ------------------------------------------------------ | ---- | --- | ------------------------------ | ------------ |
| ja   | Datei hochladen · Wikidata zu Katholische Kirche St. Johannes Nepomuk (Q29883763) | Katholische Kirche St. Johannes Nepomuk KGS-Nr.: 05216 | B    | G   | Heiligkreuz 8a 729467 / 262388 |              |
| ja   | Datei hochladen · Wikidata zu Katholische Kirche St. Laurentius (Q29883765)       | Katholische Kirche St. Laurentius KGS-Nr.: 05217       | B    | G   | Welfensberg 2 727102 / 262191  |              |
| ja   | Datei hochladen · Wikidata zu Ehemalige Wirtschaft Linde (Q29883756)              | Ehemalige Wirtschaft Linde KGS-Nr.: 11073              | B    | G   | Welfensberg 21 727191 / 262048 |              |
| ja   | Datei hochladen · Wikidata zu Restaurant Traube (Q29883767)                       | Restaurant Traube KGS-Nr.: 13865                       | B    | G   | Gabris 5 729140 / 261559       |              |
| BW   | Datei hochladen · Wikidata zu Katholische Kapelle St. Martin (Q29883761)          | Katholische Kapelle St. Martin KGS-Nr.: 13868          | B    | G   | Gärtensberg 5b 724232 / 261037 |              |